# Herrens himmelsfärds kyrka, Rudovci
Herrens himmelsfärds kyrka (serbisk kyrilliska: Црква Вазнесења Господњег; translitteration: Crkva Vaznesenja Gospodnjeg) är en serbisk-ortodox kyrkobyggnad belägen i byn Rudovci i den separata territoriella enheten Staden Belgrad, i centrala Serbien.
Kyrkan är helgad åt Kristi himmelsfärdsdag och tillhör Šumadijas stift.

## Bilder

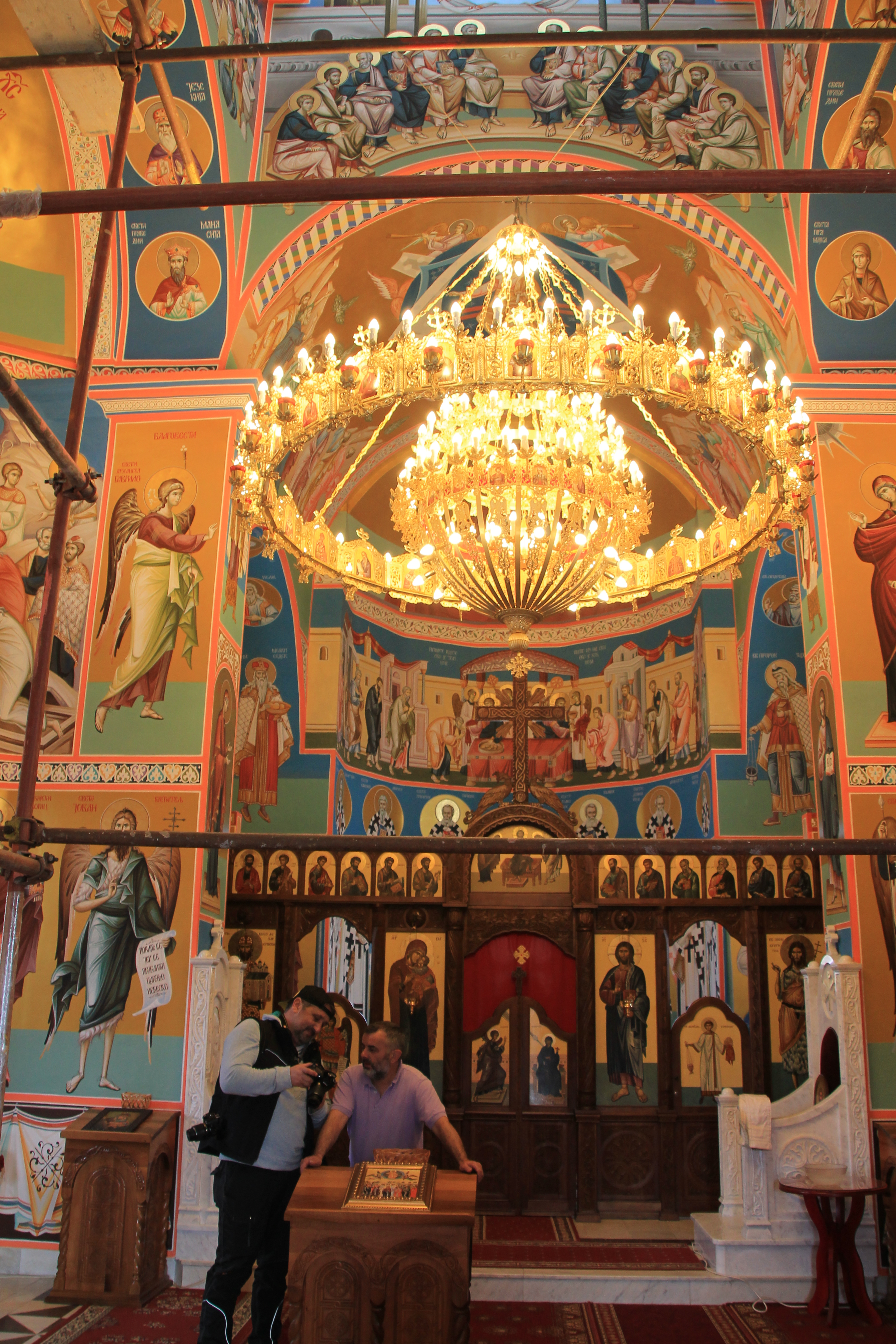
Kyrkans interiör mot ikonostasen.
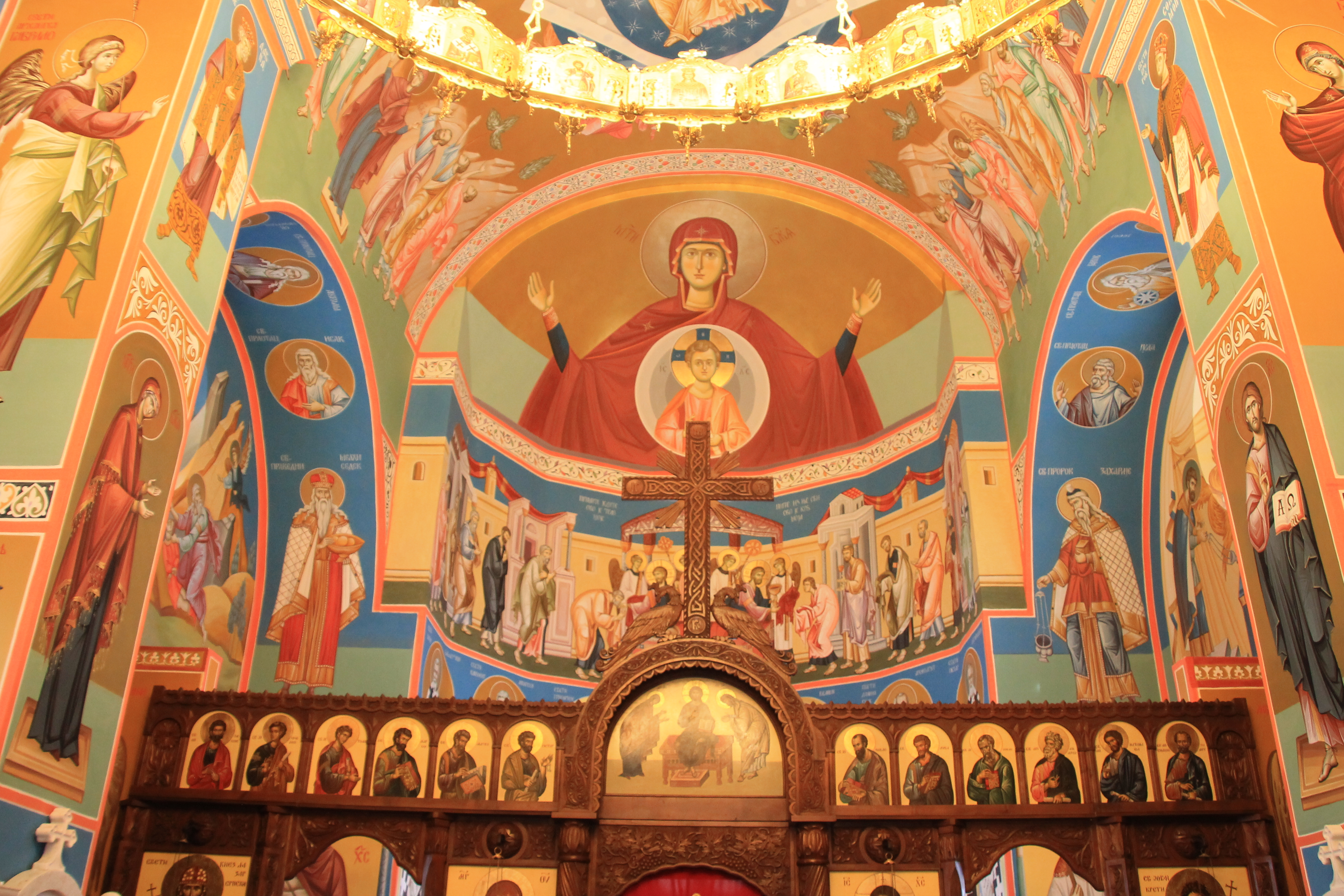
Interiören.
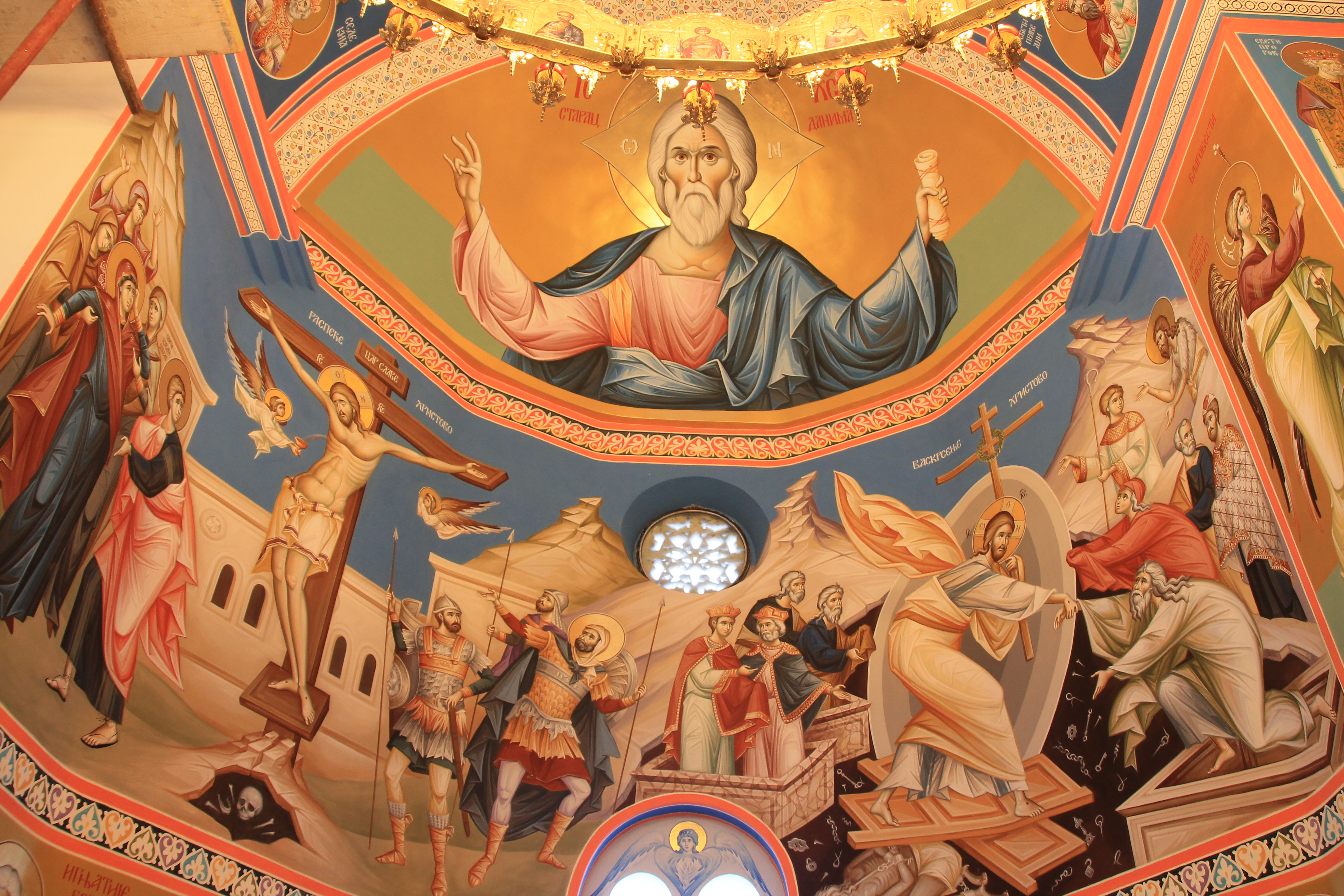
Interiören.